# Gotfryd Malaterra
Gotfryd Malaterra (znany także jako Gaufredo i Goffredo) – benedyktyński mnich i dziejopisarz żyjący w XI wieku. Prawdopodobnie był Normanem z pochodzenia. Miejsce jego narodzin nie jest znane. Wiadomo, że przed przybyciem do Katanii na Sycylii spędził pewien czas w Apulii, gdzie służył możnej o imieniu Marta.
Niewiele wiadomo o życiu Goeffreya przed jego pojawieniem się na Sycylii. W dedykacji znajdującej się na początku swego dzieła napisał, że przez dłuższy czas nie był duchownym, chociaż od zawsze związany był z ludźmi Kościoła. Wspomniał także, iż pochodzi z kraju leżącego „po drugiej stronie gór”, prawdopodobnie mając na myśli Alpy. Wielu historyków uważa, że te zapisy dowodzą normańskiego pochodzenia Geoffreya. Ernesto Pontieri i Marjorie Chibnall sądzą, że Malaterra przed przybyciem do Italii żył w klasztorze Świętego Ebrulfa w Normandii. Kenneth Baxter Wolf uważa jednak te teorie za nadinterpretację. Prawdopodobnie przybycie Malaterry do południowych Włoch było efektem reform księcia Rogera. Reformy te miały na celu zreorganizowanie Kościoła na terenach rządzonych przez tego władcę. Geoffrey początkowo osiadł w klasztorze Świętej Agaty, na czele którego stał opat Angerius.

## Kronika
Malaterra napisał łacińską kronikę De Rebus Gestis Rogerii Calabriae et Siciliae Comitis et Roberti Guiscardi Ducis fratris eius (pol. O czynach Rogera, hrabiego Kalabrii i Sycylii, oraz jego brata, księcia Roberta Guiscarda). Opisuje ona historię Normanów we Włoszech, przede wszystkim życie i podboje braci Roberta Guiscarda i Rogera I. Kronika kończy się na 1098 roku, ostatnie informacje zanotowanie przez Malaterrę to bulla Urbana II, czyniąca z Rogera i jego dziedziców legatów Kościoła, oraz fakt dołączenia przez Boemunda do I krucjaty. Geoffrey nie pisze jednak o zdobyciu Antiochii czy Jerozolimy. Dzieło Malaterry, obok prac Amatusa z Monte Cassino i Wilhelma z Apulii, jest jednym z trzech najważniejszych źródeł dotyczących normańskiego podboju południowych Włoch. Jest ono tym ważniejsze, że jako jedyne dokładnie opisuje podbój Sycylii. Prawdopodobnie powstało na zamówienie Rogera I, który chciał w ten sposób potwierdzić historyczne prawa swoich następców do władania Sycylią. W przeciwieństwie do wielu innych średniowiecznych dziejopisarzy (takich jak na przykład Dudon z Saint-Quentin), Malaterra nie podawał autorów dzieł, z których korzystał, a o swoich informatorach pisał bardzo zdawkowo.